# Koepelkerk (Witmarsum)
De Koepelkerk is een kerkgebouw in Witmarsum in de Nederlandse provincie Friesland.

## Beschrijving
De kerk werd in 1633 gebouwd in opdracht van Tjaerd van Aylva ter vervanging van een kerk uit de 13e eeuw die in 1631 met uitzondering van de zadeldaktoren door noodweer onherstelbaar werd beschadigd. In 1661 brandde de toren af. Deze werd vervangen door een toren met spits, maar in 1819 afgebroken. Het schip kreeg aan beide zijden een driezijdige sluiting en in het midden een achtkante dakruiter met koepel met twee klokken, een kleine klok uit 1433 en een grote uit 1656 van Jurjen Balthasar.
Het interieur wordt gedekt door een houten tongewelf. Het meubilair dateert voornamelijk uit 1683, zoals dertien vrouwenbanken en een overhuifde herenbank. Het orgel uit 1855 is gebouwd door L. van Dam en Zonen en in 1964 gerestaureerd door Bakker & Timmenga. Het doopvont uit 1966 is gemaakt door Jan Murk de Vries.

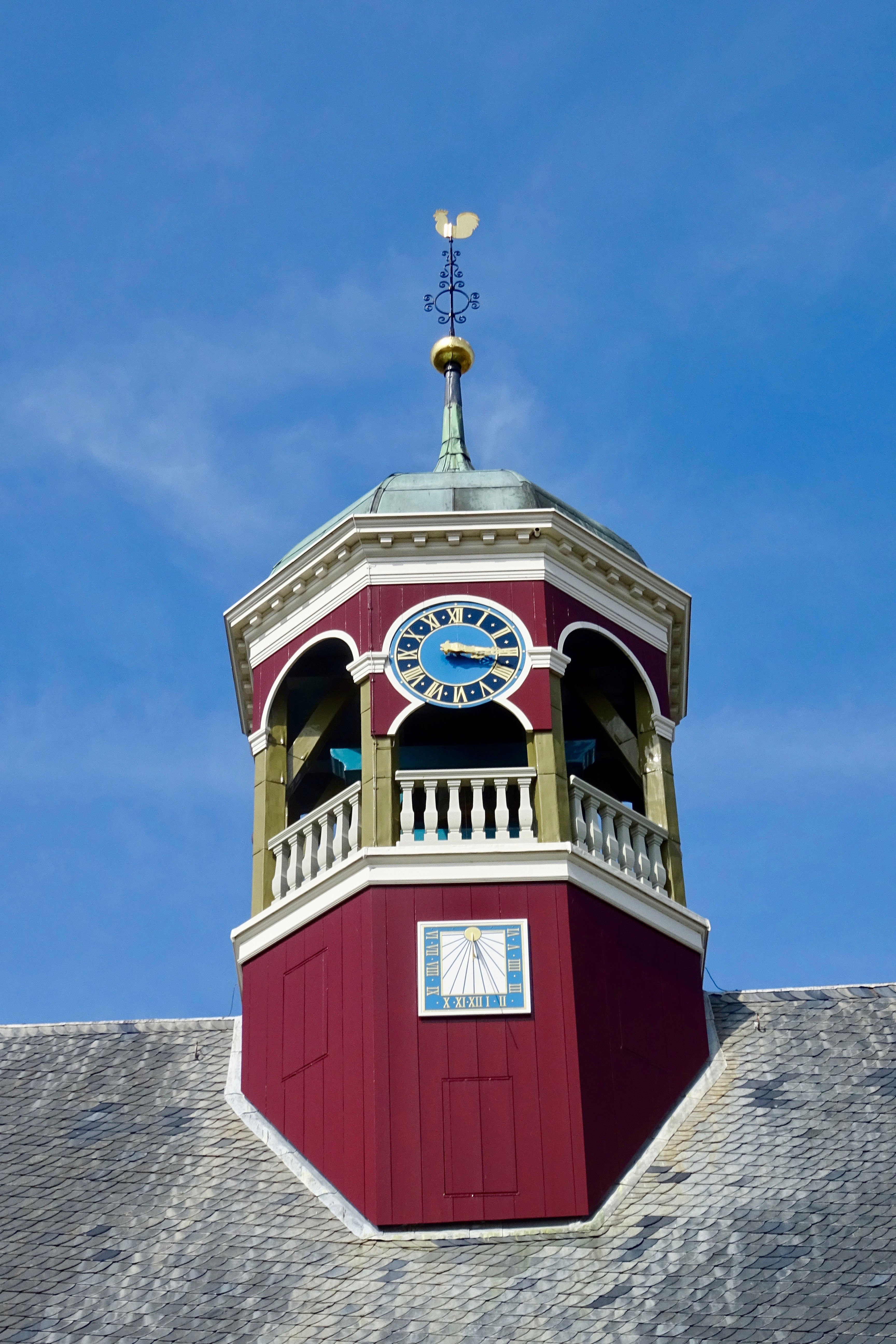
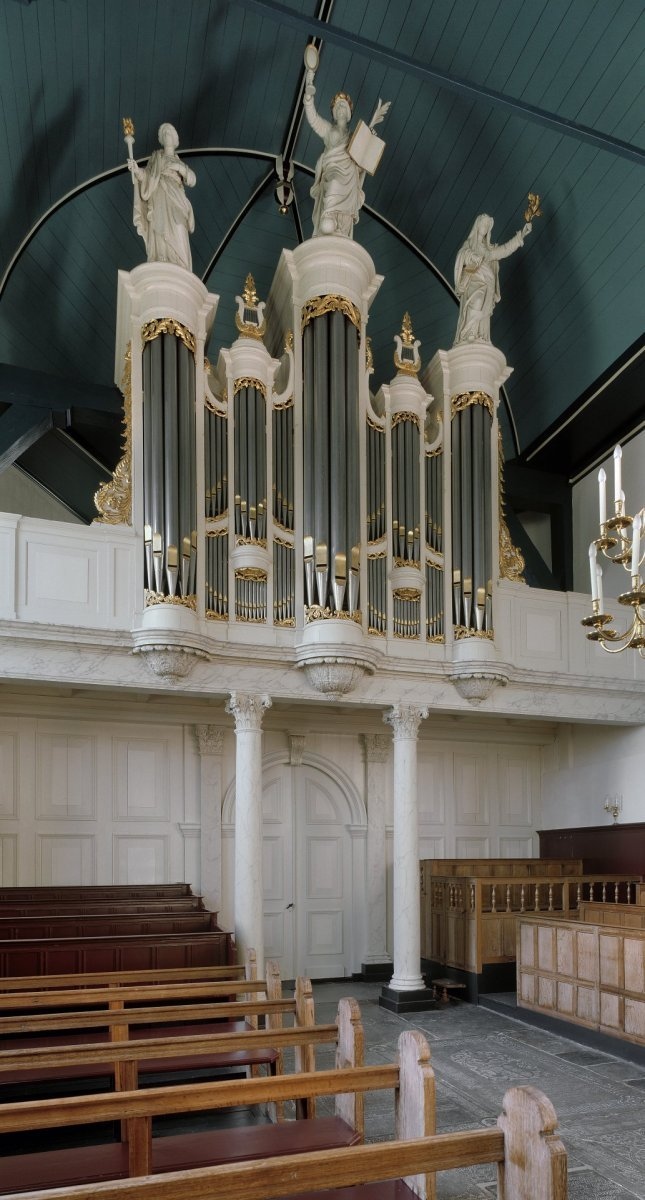
Interieur met orgel (2000)